# Ісламський культурний центр
Ісламський культурний центр АМУ (крим. İslâm Medeniy Merkezi) — мечеть, що входить до громади Духовного управління мусульман Криму. Також у будівлі діє Асоціація мусульман України.
Розташований за адресою: місто Київ, проспект Берестейський, 67/1.

## Історія
2 вересня 2024 року будівля Ісламського культурного центру зазнала масованого руйнувань внаслідок масованого ракетного удару.
12 грудня 2024 року було відновлено молитовний зал Ісламського культурного центру Духовного Управління мусульман Автономної республіки Крим (ДУМАРК). За словами Сулеймана Хайрулаєва ремонт обійшовся у суму понад два мільйони гривень. У відбудові мечеті допомагала мусульманська громада і Турецьке агентство зі співробітництва та координації (ТІКА).

## Діяльність
У ісламському центрі Асоціації мусульман України проходять уроки з арабської мови, ісламського права, віровчення, історії, етикету та норову для всіх вікових груп. Заняття проводять досвідчені та кваліфіковані викладачі.

## Інфраструктура центру
- Молитовні зали: чоловіча та жіноча. У мечеті щодня проводиться п'ятиразова молитва (за розкладом для міста Києва);
- Бібліотека з різноманітними носіями інформації про Іслам
- Навчальні класи